# Грузинска мечта
Грузинска мечта – Демократична Грузия (на грузински: ქართული ოცნება–დემოკრატიული საქართველო) е политическа партия в Грузия.
Основана е на 21 април 2012 година, в навечерието на парламентарните избори в страната, от бизнесмена Бидзина Иванишвили. Партията обединява около себе си няколко опозиционни организации, създавайки коалицията Грузинска мечта, която печели изборите с 55% от гласовете, прекъсвайки продължилата осем години доминация на партията Единно национално движение на президента Михаил Саакашвили. През 2016 година получава 49% от гласовете и 115 от 150 депутатски места.

## Основаване
Партията е създадена като обществено движение Грузинска Мечта, чиито основи полага Иваншвили, като платформа за своите политически дейности през декември 2011. Тъй като Иваншвили не грузински гражданин към момента на учредителното събрание на партията, адвокатът Манана Кобакхидзе е избран за временен формален лидер на Грузинска Мечта – Демократична Грузия. В партията се включват и няколко известни грузинци, като политикът Созар Субари, бившият дипломат Тедо Жапаридзе, шахматистът Зураб Азмаипарашвили, писателят Гурам Одишария и известният футболист Кахка Каладзе.

## Изборите през 2012
В проучване проведено месец март, преди изборите, едва 12% от запитаните твърдят, че биха гласували за партията на Иваншвили. Същевременно около 28% изразяват симпатиите си към управляващата все още партия Обединено ационално движение. Иваншвили оспорва тези резултати изнесени от Националния демократичен институт и Американски неправителствени организации. Към провеждането на проучванията Иваншвили все още няма грузинско гражданство, а има френско и руско такива. Въпреки че в интерес на управляващия елит би било те да не допуснат Иваншвили на избори, те сътрудничат в процедурата по възстановяване на гражданството му. Целта им е да допуснат Иваншвили на избори и да го победят, като по този начин докажат, че в Грузия няма място за про-руска политика.
Социологическите проучвания, проведени непосредствено преди изборите, показват, че Грузинска мечта е водещата партия, като някои от социологическите агенции и дават до 70% от гласовете.
В крайна сметка партията на Иваншвили, печели 85 места в 150 местния парламент, а управлявалата партия Обединено национално движение остава втора политическа сила с 65 места.

## Политиката на Грузинска мечта
Иваншвили обявява, че ще поддържа курса на страната към членство на НАТО. През 2013 година той обещава, че страната ще получи план за действие към членството в алианса през идната 2014 година. Иваншвили и Сакашвили имат сходни виждания за външната политика на страната. Основна цел остават НАТО и членството в Европейския съюз. Въпреки това във вижданията на двамата има и някои фундаментални разлики. Докато Сакашвили е привърженик на геополитическите игри, Иваншвили предпочита да заложи на политиката на регионализъм, като акцентира върху подобряването на отношенията със съседна Русия. Иваншвили трябва да намери баланса между прозападната ориентация на страната и добрия тон с Русия. Пред него стои предизвикателството да убеди Русия да отвори пазара си за грузински стоки. Минава доста време преди отношенията с Русия да се нормализират до някаква степен. През юни 2013 г. Русия отваря пазара си за грузински стоки, каквато е виното.
На 15 май партията на Иваншвили номинира за кандидат-президент 43-годишния министър на образованието Гиорги Маргвелашвили. Изборите са предвидени за октомври. След тяхното провеждане в сила ще влезнат нови конституционни промени, които ще отнемат част от правомощията на президента, като това да бъде главнокомандващ на армията. Отнетите от президента правомощия ще бъдат прехвърлени в ръцете на министър-председателя, в лицето на Бидзина Иваншвили. Функцията на президента ще бъде основно представителна. Основната опозиционната партия смята да определи своят кандидат за президент чрез предварителни избори подобни на тези в САЩ.

## Популярността на Грузинска мечта и Бдзина Иваншвили
Няколко месеца след победата на Грузинска мечта, партията запазва високия си рейтинг. Близо 60% от хората се определят като поддръжници на партията на Иваншвили, докато едва 10% са поддръжниците на основната опозиционна партия Обединено национално движение.

## Коалицията Грузинска мечта
Коалицията Грузинска мечта, в чийто център стои партията Грузинска мечта – Демократична Грузия на Иваншвили, се състои от шест партии с различна идеологически ориентации. Коалицията включва пазарно-ориентирани и про-западни либерали, радикални националисти с ксенофобска риторика и представител на администрацията на Едуард Шевернадзе, който е лишен от власт по време на Революцията на розите през 2003. Името на коалицията е вдъхновено от рап песен на сина на Иваншвили – Бера.

### Съставни партии
- Грузинска мечта – Демократична Грузия
- Грузинската републиканска партия
- Наша Грузия – Свободни демократи
- Национален форум
- Консервативната грузинска партия
- Индустрията ще спаси Грузия